# Pet Mogili (Sliven)
Pet Mogili (Bulgaars: Пет могили) is een dorp in de Bulgaarse gemeente Nova Zagora, oblast Sliven. Het dorp ligt hemelsbreed 46 km ten zuidwesten van Sliven en 227 km ten oosten van Sofia. 

## Bevolking
Op 31 december 2020 telde het dorp Pet Mogili 453 inwoners. Het aantal inwoners vertoont al jaren lang een dalende trend: in 1956 telde het dorp nog 2.013 inwoners. 
|  |

In het dorp wonen vooral etnische Bulgaren en etnische Roma. In de optionele volkstelling van 2011 identificeerden 539 van de 599 ondervraagden zichzelf als etnische Bulgaren, oftewel 90%. De overige inwoners identificeerden zichzelf vooral als etnische Roma (58 personen, oftewel 10%).
| Etnische samenstelling van de respondenten (2011) | Etnische samenstelling van de respondenten (2011) | Etnische samenstelling van de respondenten (2011) | Etnische samenstelling van de respondenten (2011) | Etnische samenstelling van de respondenten (2011) |
| ------------------------------------------------- | ------------------------------------------------- | ------------------------------------------------- | ------------------------------------------------- | ------------------------------------------------- |
|                                                   |                                                   |                                                   |                                                   |                                                   |
| Bulgaren                                          | Bulgaren                                          |                                                   | 90,0%                                             | 90,0%                                             |
| Turken                                            | Turken                                            |                                                   | 0,0%                                              | 0,0%                                              |
| Roma                                              | Roma                                              |                                                   | 9,7%                                              | 9,7%                                              |
| Anders/Onbekend                                   | Anders/Onbekend                                   |                                                   | 0,3%                                              | 0,3%                                              |